# Millen (Selfkant)
Millen is een klein, maar historisch relevant kerkdorpje in de gemeente Selfkant (Duitsland), aan de grens bij het Nederlandse Nieuwstadt en Sittard. Het telt ongeveer 300 inwoners. Het dorp heeft een rijk verleden en heeft in de geschiedenis ook voor Nederland een rol gespeeld. Dat laatste geldt eveneens voor de streek en de gemeente waarvan het deel uitmaakt. Millen is het meest westelijk gelegen kerkdorp van Duitsland.

## Vroegere geschiedenis
Millen werd voor het eerst vermeld in 1118, als Melin.
De vroegere geschiedenis van Millen is nauw verbonden met die van het Hertogdom Gulik. Millen was in de middeleeuwen de belangrijkste heerlijkheid in de Selfkant. Het was oorspronkelijk de residentie van de heren van Millen, die in 1282 deel werd van de heerlijkheid Heinsberg. Millen kreeg stadsrechten onder de Gelderse hertog Willem III van Gulik, nadat deze in 1393 tevens hertog van Gulik was geworden. Inmiddels was Millen door verdere verpanding via de graven van Moers (1363) overgegaan aan de hertog van Brabant (1378). De aanspraken op Millen van Brabant en Gulik werden in 1420 bijgelegd door een verpanding aan Jan II van Heinsberg, tot het in 1499 definitief Guliks werd.

### Relatie met de Bredase Nassaus
Jan IV van Nassau (Dillenburg, 1 augustus 1410 - aldaar, 3 februari 1475), heer van Breda, was de zoon van Engelbrecht I van Nassau-Siegen en Johanna van Polanen. Op 7 februari 1440 huwde hij met gravin Maria van Loon-Heinsberg (1426-1502), een telg uit een vooraanstaande adellijke familie, die afstamde van de graven van Loon. Zij was een zuster van Jan van Heinsberg, de prins-bisschop van Luik. Haar vader was Johan I van Loon-Heinsberg, heer van Heinsberg en Blankenberg (1360-1438), die getrouwd was met Margaretha van Gennep (-1419). Door zijn huwelijk met Maria van Loon kwamen de Heinsbergse bezittingen in de Selfkant (Millen, Gangelt, Waldfeucht) en Stein aan de Maas in het bezit van Jan IV. 

Het Millense bleef niet lang aan de Nassaus. Millen (met Gangelt en Waldfeucht) werd door Jans zoon en opvolger graaf Engelbrecht II van Nassau in 1499 met hertog Willem van Gulik geruild tegen de Brabantse stad Diest en enkele andere Brabantse bezittingen. Zo kwam Diest, samen met de heerlijkheden Zichem, Kaggevinne, Zelem en het burggraafschap van Antwerpen, in handen van de Nassaus. Deze bezittingen waren door hun ligging links van de Maas gunstiger voor de Bredase Nassaus dan het oude Heinsbergse erfdeel. Het omgekeerde gold in sterke mate ten aanzien van het bezit van Millen c.a. voor Gulik. Voor Gulik had de toegang tot de Maas grote strategische waarde.

### Ambt Millen
In 1499 werd Millen de zetel van een drossaard (Amtmann). Het noordelijk deel van de huidige gemeente Selfkant (met Millen, Havert, Höngen en Saeffelen) viel enkele eeuwen lang onder het ambt Millen. Oorspronkelijk was dat veel omvangrijker, onder meer ook Gangelt en Waldfeucht omvattend. Sittard en Susteren echter vielen onder het ambt Born, dat in het westen aan het ambt Millen grensde. De zuidelijke helft (Tüddern, Wehr, Süsterseel en Hillensberg) behoorde ook tot het ambt Born en vanaf 1709 tot het nieuw gevormde ambt Sittard. 

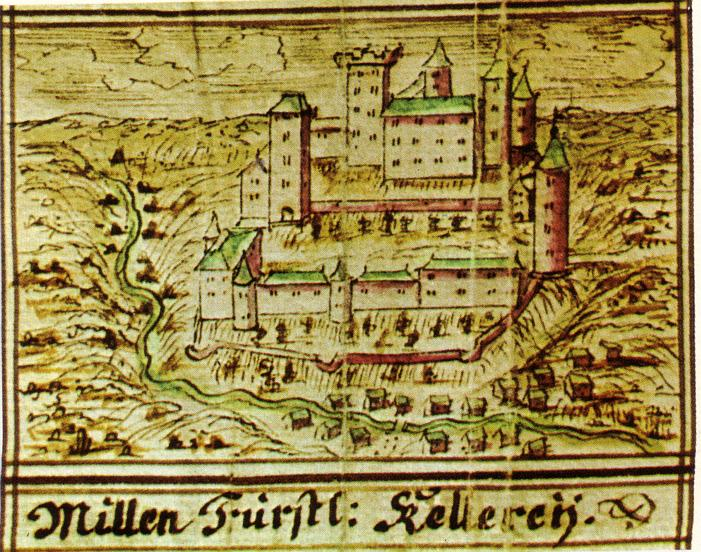
Burg Millen, Selfkant in 1720.

Sittard en omgeving hebben dus eeuwenlang deel uitgemaakt van deze beide westelijke districten van Gulik. De geschiedenis van de Selfkant en die van Sittard gingen in de periode van 1400 tot bijna 1800 samen.

### Kasteel Millen

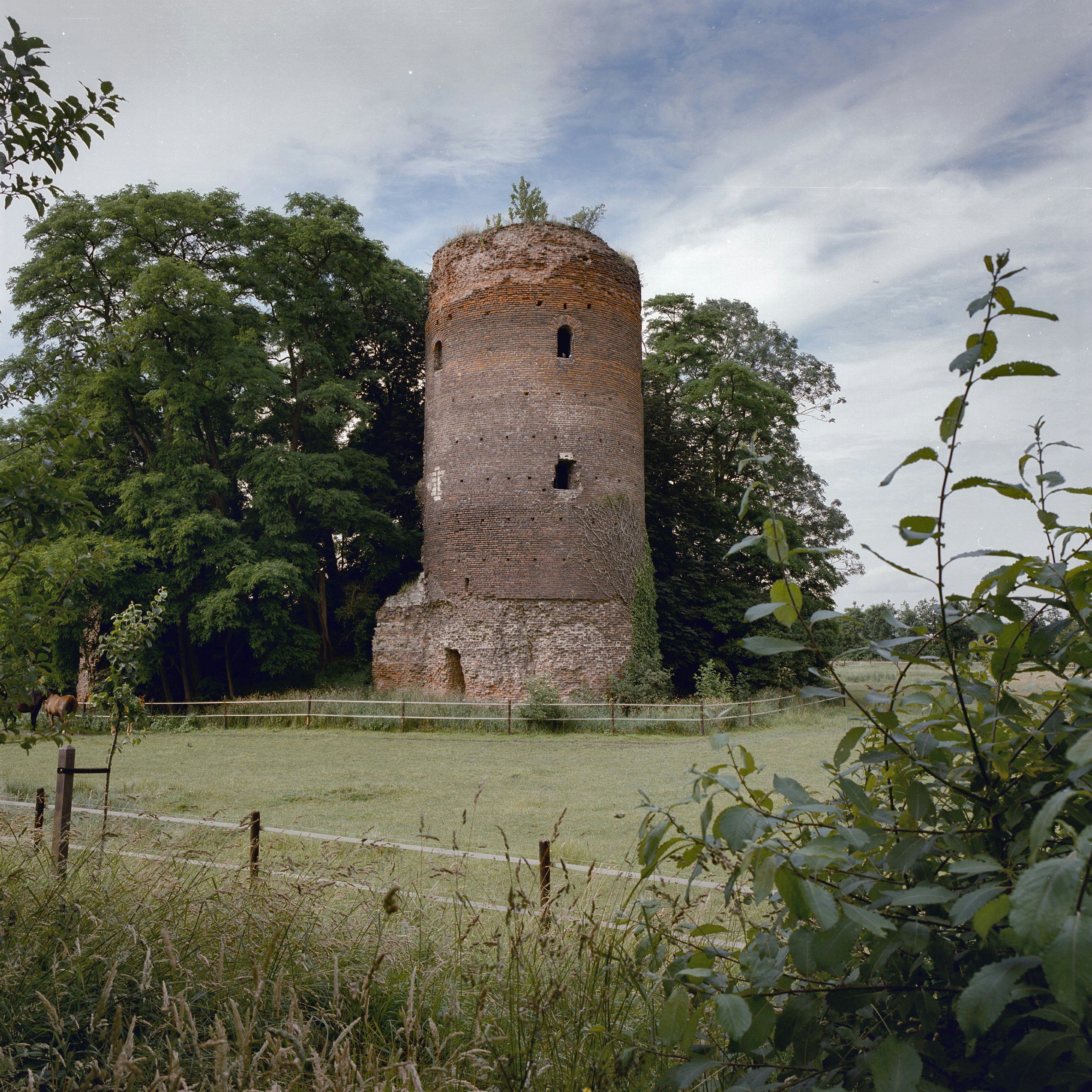
Ruïne van de kasteeltoren Kasteel Millen

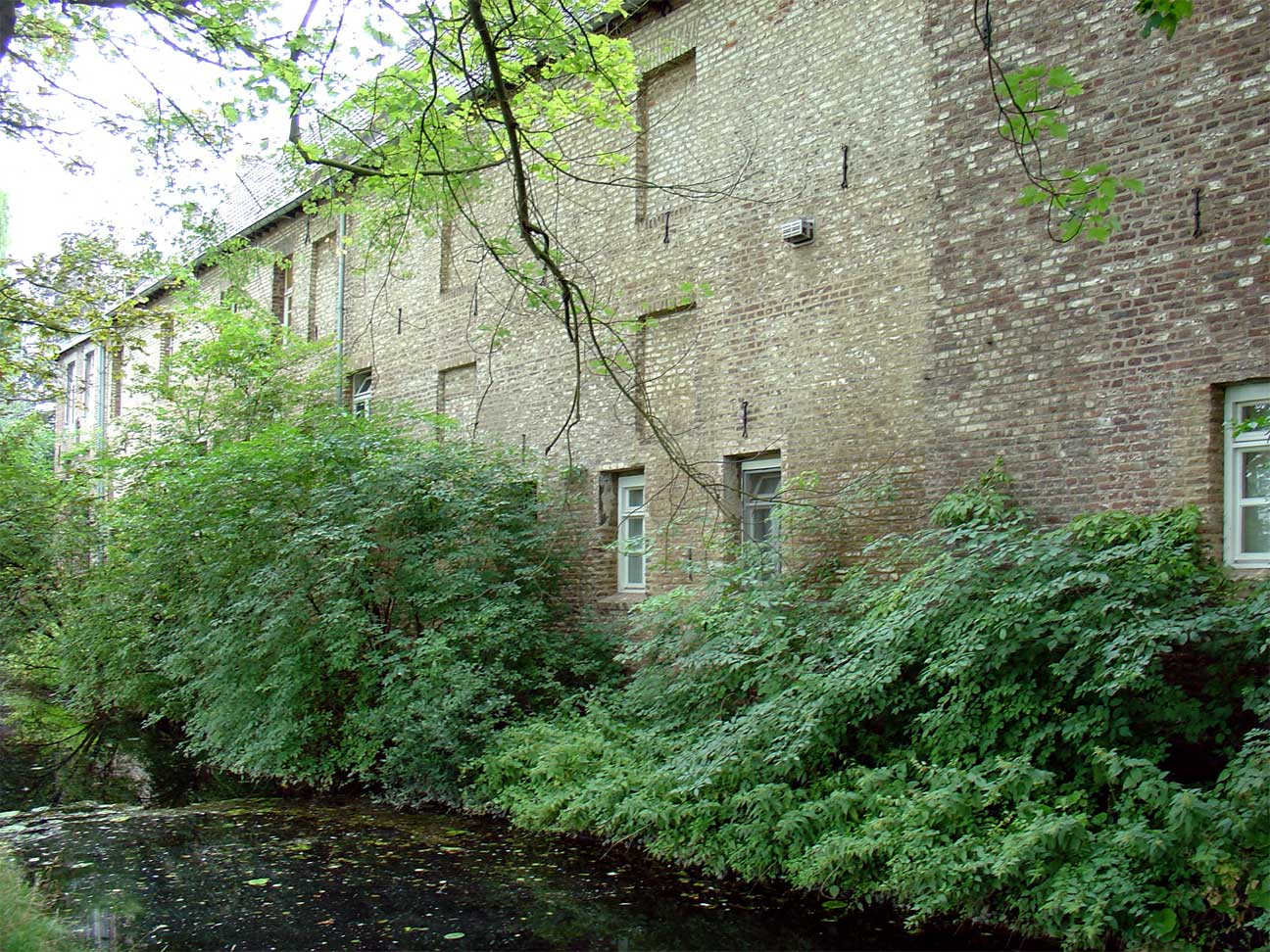
Huis Millen

Aan de linkerzijde van de Roode Beek, op grondgebied van Sittard, ligt het Kasteel van Millen of Huis Millen, met daarbij de ruïne van de oude middeleeuwse burcht. Het oorspronkelijke kasteel had als een bolwerk uit de feodale tijd zijn functie al verloren en de latere voorburcht met kasteelwoning heeft weliswaar een monumentale waarde, maar vormt slechts een schim van de eerdere grootsheid van deze locatie. Het waren de Heren van Millen, van Heinsberg en van Gelre, die hier tussen 1100 en 1600 strategische belangen hadden, zoals later de familie Nassau-Dillenburg.

## Geschiedenis vanaf 1815

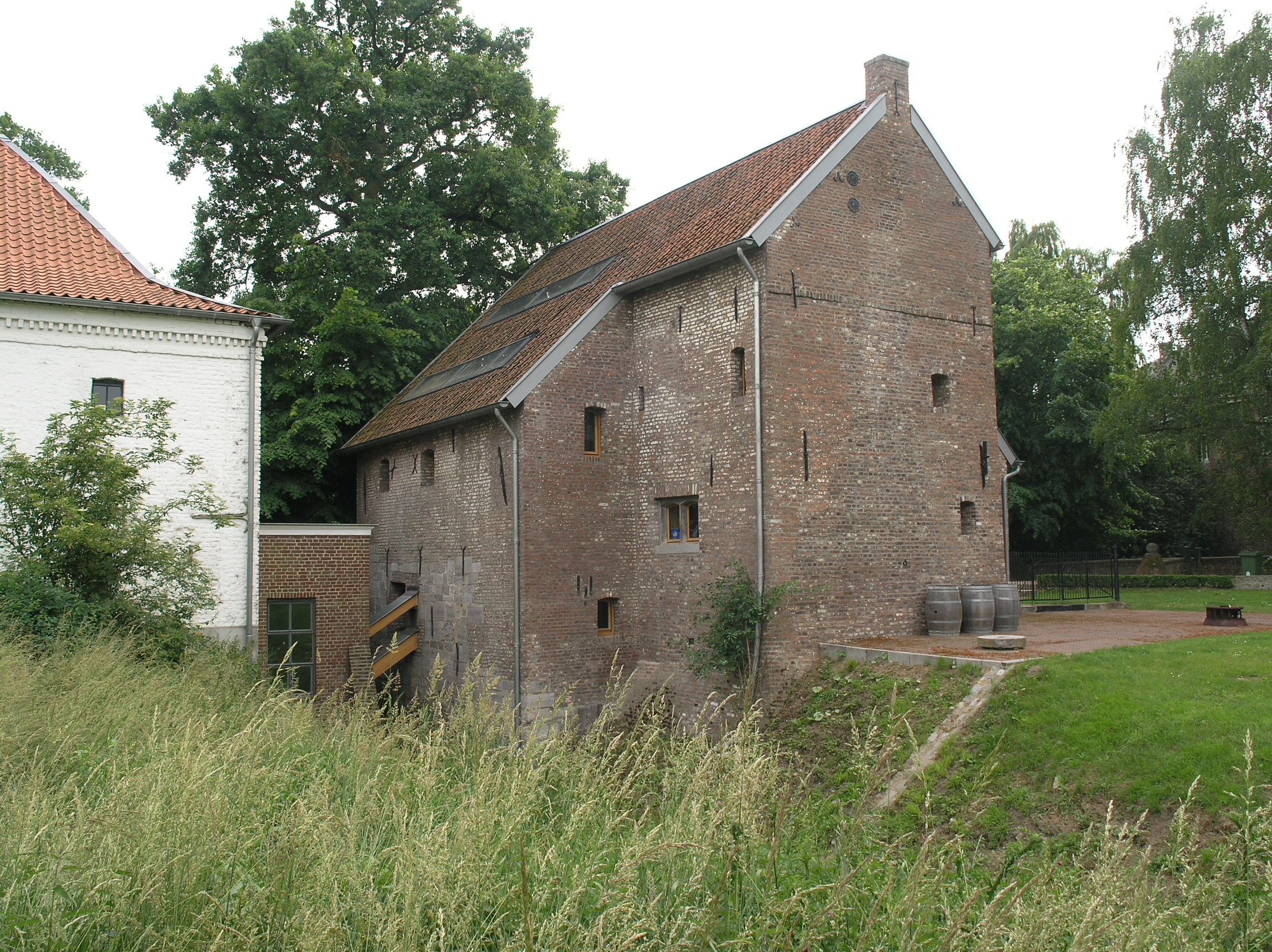
De Millenermolen (Nederlands deel)

De Roode Beek die pal langs, maar historisch eigenlijk dòòr Millen loopt, vormt sinds 1816 een staatsgrens. Maar wat een natuurlijke grens lijkt is in feite een hoogst onnatuurlijke breuk. Aan die burcht had Millen eeuwenlang zijn bestaan te danken. Het dorp en het kasteel horen onlosmakelijk bij elkaar en vormen tezamen een rustiek ensemble aan beide zijden van de beek. Maar er heeft in 1815 een onverbiddelijke boedelscheiding plaatsgevonden. Beide zo typisch aanvullende delen staan zogezegd verweesd tegenover elkaar.
Deze voor Millen hoogst ongelukkige situatie is pas na de nederlaag van Napoleon door de hogere politiek gecreëerd. In de lappendeken van staatjes en vrijplaatsen die de Limburgse gewesten onder het ancien régime vormden, was onder Franse heerschappij het Roerdepartement gevormd. Na de Franse nederlaag werd tijdens het Congres van Wenen de nieuwe grens tussen Pruisen en het nieuwe Verenigd Koninkrijk der Nederlanden getrokken. De gehele Maasoever, inclusief Sittard, kwam bij Nederland, de rest van Gulik bij Pruisen.

## Recente geschiedenis
Op 29 april 1949 werd Selfkant, en dus ook Millen, door Nederland geannexeerd. Deze Nederlandse periode duurde tot 1 augustus 1963, toen Selfkant weer aan Duitsland werd overgedragen. Sedertdien werd Millen opgenomen in de Duitse gemeente Selfkant.

## Andere bezienswaardigheden

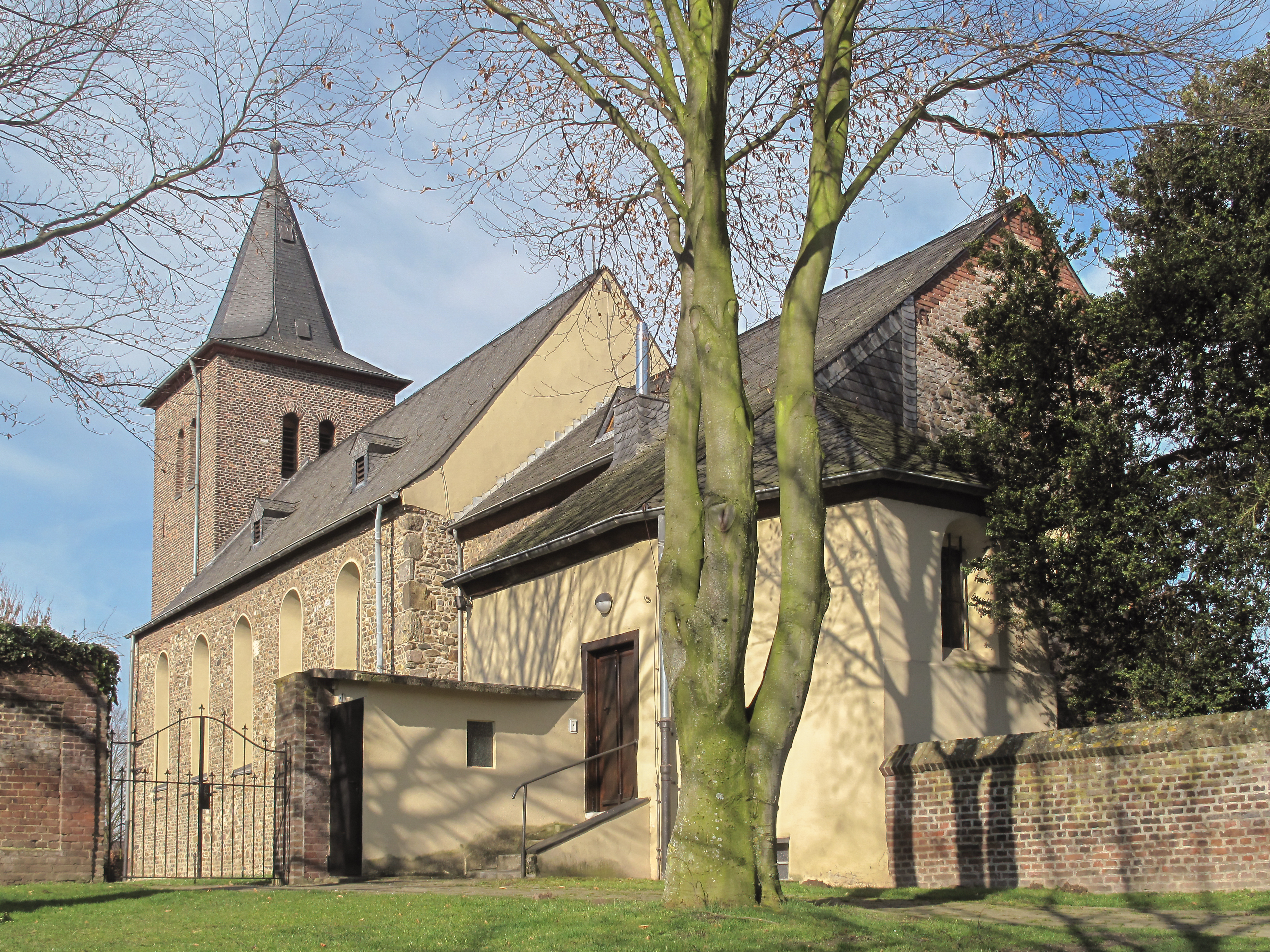
Parochiële proosdijkerk van Sint Nicolaas

- Sint-Nicolaaskerk, koor uit de 10e eeuw, oorspronkelijk een zaalkerkje in Maaskeien, 1121-1126 aan de westzijde vergroot met een breder romaans schip in zandsteen, niet veel later een zijbeuk en de Quirinuskapel. In 1636-1637 werd barok stucwerk aangebracht. Het roosvenster werd in 1894 aangebracht.
- De oude proosdij (1701, 1827) met in- en uitgezwenkte topgevel.
- De tiendschuur naast de kerk.
- De Millenermolen, een 18e-eeuwse dubbele watermolen (olie- en korenmolen) bij het kasteel, aan beide zijden van de Roode Beek liggend, dus deels in Duitsland, deels in Nederland.

## Natuur en landschap
Millen ligt aan de Roode Beek op een hoogte van 39 meter, tegen de Duits-Nederlandse grens aan. De omgeving van Millen wordt gekenmerkt door landbouw. Aan de Nederlandse zijde ligt, vlak bij Millen, het grootschalig bedrijventerrein Industriepark Noord van Sittard.

## Nabijgelegen kernen
Isenbruch, Nieuwstadt, Sittard, Tüddern